# حوزه انتخابیه دوم نبراسکا
حوزه انتخابیه دوم نبراسکا یک حوزه انتخابیه مجلس نمایندگان آمریکا است که در ایالت نبراسکا قرار دارد.